# Истината
 Тази статия е за филма на Анри-Жорж Клузо.  За романа на Тери Пратчет вижте Истината (роман).  
„Истината“ (на френски: La Vérité) е френско-италиански филм от 1960 година, криминална драма на режисьора Анри-Жорж Клузо по негов сценарий в съавторство с Кристиан Рошфор и Вера Клузо.
В центъра на сюжета е съдебното дело срещу млада жена без постоянно занятие, убила своя бивш любовник и годеник на сестра ѝ, според обвинението след внимателно планиране, а според защитата при внезапен емоционален изблик. Главните роли се изпълняват от Брижит Бардо, Сами Фре, Шарл Ванел, Пол Мьорис.
„Истината“ получава наградата „Златен глобус“ за чуждоезичен филм и е номиниран за „Оскар“ в същата категория.